# Halo: Combat Evolved
Halo: Combat Evolved – gra komputerowa z gatunku first-person shooter, wyprodukowana przez Bungie i wydana przez Microsoft Game Studios. Pierwsza gra z serii Halo. Premiera odbyła się 15 listopada 2001 roku jako pierwszy tytuł na konsolę gier wideo Xbox, a sama gra jest uważana za tzw. killer application tej platformy. Do 9 listopada 2005 roku sprzedano 5 milionów kopii. Microsoft wydał w 2003 roku także wersje na systemy operacyjne Microsoft Windows (port autorstwa Gearbox Software) oraz OS X, a jej fabuła została zaadaptowana i szerzej omówiona w serii opowiadań i komiksów. Gra została później wydana w wersji do pobrania na konsolę Xbox 360.
Akcja Halo jest osadzona w XXVI wieku, gracz wciela się w rolę Master Chiefa, cybernetycznie ulepszonego super-żołnierza. Graczowi towarzyszy Cortana, sztuczna inteligencja, która obejmuje układ nerwowy Master Chiefa. Gracze walczą z różnymi Obcymi, którzy próbują odkryć tajemnicę tytułowego Halo, sztucznego świata w kształcie pierścienia. Gra była chwalona za fabułe, liczne strategie możliwe do zastosowania przez gracza oraz tryb gry wieloosobowej. Jednak krytycy zarazem często krytykowali monotonny projekt poziomów.
Wiele czasopism o grach chwaliło Halo jako jedną z najlepszych i najważniejszych gier wszech czasów. Jej popularność doprowadziła do powstania pojęcia „klonów Halo”, stosowanego wobec gier podobnych w rozgrywce. Ponadto gra zainspirowała serię filmów Red vs. Blue tworzonych przez jej miłośników, co stanowiło pierwszy wielki sukces machinimy. Sukces gry doprowadził do powstania kontynuacji Halo 2 (2004), Halo 3 (2007), spin-offu Halo 3: ODST (2009) oraz prequela Halo: Reach (2011).
W 2011 roku została wydana gruntownie odświeżona graficznie edycja tej gry pod tytułem Halo: Combat Evolved Anniversary z możliwością przełączania się w dowolnym momencie pomiędzy wersją odnowioną a oryginalną. Ponownie lekko odświeżona Anniversary jest także częścią Halo: The Master Chief Collection, która została udostępniona na konsolach Xbox One, Xbox Series X/S i komputery osobiste.

## Halo Zero
W 2005 roku grupa fanów stworzyła strzelankę z widokiem z boku. Gra dostępna jest za darmo, była też dołączana do czasopism z grami komputerowymi. Głównym bohaterem jest znany z pierwowzoru Master Chief, czas akcji gry osadzony jest przed pierwszą częścią gry.
Rozgrywka jest zbliżona do takich gier jak Abuse czy Contra. Akcję gry i jej bohatera obserwuje się z boku, walczy z obcymi za pomocą różnych broni, można też korzystać ze sprzętu porzuconego przez wroga. Bohater może również korzystać z pojazdów.